# Gutsbeamter
Ein Gutsbeamter war ein von einem privaten, oft adeligen Gutsherren angestellter Verwalter oder Geschäftsträger. Auf größeren Gütern waren oft zahlreiche Gutsbeamte in verschiedener Funktion beschäftigt.
Der Begriff Beamter war bis in die Neuzeit nicht, wie im heutigen Sprachgebrauch, auf Staatsbeamte eingeengt. Auch Personen, die heute als Angestellter bezeichnet wurden, waren im Sprachgebrauch des 19. und frühen 20. Jahrhunderts „Privatbeamte“, etwa Betriebsbeamte (Prokuristen, Buchhalter, Werkführer, Ingenieure, Kassierer, Registratoren, Schreiber, Materialverwalter und Zeichner) in Industriebetrieben oder zu den Bergbeamten gerechnete Markscheider, Steiger oder Werkführer im Bergbau. Gegenüber Arbeitern oder Knechten hatten diese Privatbeamten eine herausgehobene Stellung: Ihr Arbeitsverhältnis war sicherer und dauerhafter, sie erhielten keinen Lohn, sondern ein Gehalt. Die Gutsbeamten waren dementsprechend auf einem Gut angestellte, gegenüber den Bauern und Knechten privilegierte Funktionsträger. Der Gutsverwalter, der für den meist abwesenden Gutsbesitzer vor Ort die Geschäfte führte, oder der Gutspächter war dem gegenüber weiter herausgehoben und wurde nicht regelmäßig zu den Gutsbeamten hinzugerechnet.
Im Feudalsystem waren zudem Grundherrschaft und obrigkeitliche Funktionen oft verschmolzen. Der Gutsherr war auch persönlicher Herr seiner Leibeigenen und Gerichtsherr, zumindest für die Niedere Gerichtsbarkeit. Ein „Beamter“ war darin zunächst jeder, der ein Amt innehatte.
In Kursachsen wurden etwa folgende Personen regelmäßig zu den Gutsbeamten gerechnet: Gerichtshalter oder Gerichtsschreiber nahmen die Aufgabe der niederen Gerichtsbarkeit für ihren abwesenden Herren wahr (der vor allem an den Einkünften daraus interessiert war). Hausverwalter, auch Korn- und Bauschreiber, regelten das tägliche Wirtschaften und gaben den Gutsarbeitern und anhängigen Bauern und Knechten, auch Förstern, Jägern, Hirten, Schäfern ihre Aufgaben vor; über ihnen stand meist ein Hofmeister oder Feldvogt, der aber nicht zu den Beamten gezählt wurde. Der Schäfer selbst konnte ebenfalls ein niederer Gutsbeamter sein, da er entweder selbständig wirtschaftete oder doch am Ertrag beteiligt war. Als Beamter konnte er „Schafmeister“ heißen und selbst Unterschäfer beschäftigen.